# Lödöse södra station
Lödöse södra är en järnvägsstation på Norge/Vänerbanan 2 kilometer söder om Lödöse och ligger i Lilla Edets kommun. Närmaste tätort är dock Alvhem i Ale kommun. Regionaltågen mellan Göteborg C och Vänersborg gör uppehåll här med 21 dubbelturer per dag. Formellt är det ett hållställe som tillhör driftplatsen Alvhem.

## Historia

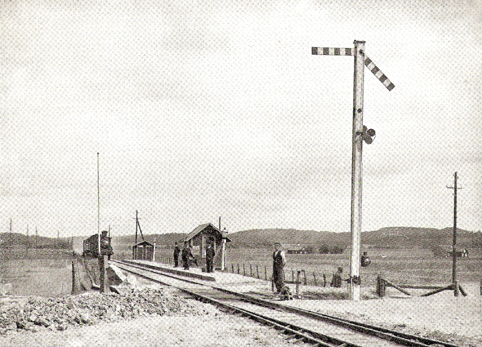
Tingbergs hållplats 1905.

År 2006 beslutade Västtrafik att anlägga en station vid Alvhem söder om Lödöse efter önskemål från Lilla Edets kommun. Första arbetsnamnet på stationen var Tingberg, som var namnet på en närbelägen hållplats 1877-1905, men stationen fick slutligen namnet Lödöse södra. Stationen öppnades 2012 i samband med att banan byggdes om till dubbelspår.
Mellan 1906 och 1970 stannade lokala tåg vid Alvhems station 1 km söder om Lödöse södra vid anslutningen till Lilla Edet-banan, samt innan dess vid Tingberg något norrut. Längs Lilla Edet-banan fanns 1906–1952 Lödöse station i centrala Lödöse. Den nya stationen Lödöse södra har bättre väganslutning från Lödöse än de gamla lägena, eftersom den ligger invid E45-ans gamla sträckning genom Lödöse. Järnvägen flyttades cirka 100 m västerut i samband med dubbelspårsbygget.